# 范宗吳
范宗吳（1521年—？），字希淹，號滹汀，直隸真定府晉州人，民籍，明朝政治人物。歷給事中。

## 生平
嘉靖二十八年己酉科（1549年）順天府鄉試第二十一名舉人。嘉靖三十五年（1556年）中式丙辰科會試第一百九十四名，三甲第一百七十一名進士。礼部观政，授山东济南府推官，四十年六月考选南京兵科给事中，四十四年升山东兖州府知府，隆慶元年致仕。

## 家族
曾祖范興；祖父范友才；父范藎，縣主簿。前母趙氏；李氏。兄范宗道。